# سرپادرق (ورزقان)
سرپادرق سرپه درق یکی از روستاهای استان آذربایجان شرقی است که در دهستان بکرآباد بخش مرکزی شهرستان ورزقان واقع شده‌است.